# Vjačeslav Skomorochov
 Vjačeslav Skomorochov (rusky Вячеслав Семёнович Скоморохов) (4. října 1940 Starobilsk – 1. listopadu 1992 Luhansk) byl sovětský atlet, mistr Evropy v běhu na 400 metrů překážek z roku 1969.
V mládí téměř úplně ohluchl, i přesto se dokázal vypracovat do světové překážkářské špičky. V roce 1966 na mistrovství Evropy v Budapešti skončil sedmý v běhu na 110 metrů překážek. Později se orientoval na běh na 400 metrů překážek. V této disciplíně se stal vítězem v roce 1969 na mistrovství Evropy v Athénách. O dva roky později doběhl na této trati na evropském šampionátu v Helsinkách sedmý.
V roce 1968 se účastnil olympijských her v Mexiku, kde se ve finále umístil na pátém místě.